# Creed – Rocky’s Legacy
Creed – Rocky’s Legacy (englisch für „Rockys Vermächtnis“; Originaltitel: Creed) ist ein US-amerikanischer Boxerfilm des Regisseurs Ryan Coogler aus dem Jahr 2015 und gleichzeitig ein Ableger der Filmreihe und damit kein Teil der Rocky-Filmreihe selbst. Er hatte am 25. November 2015 in den Vereinigten Staaten Premiere und startete am 14. Januar 2016 auch in den deutschen Kinos. Der Film ist eine Koproduktion von Metro-Goldwyn-Mayer, Warner Bros. Pictures, New Line Cinema und Chartoff-Winkler Productions im Verleih der Warner Bros. Pictures. In den Hauptrollen sind Michael B. Jordan und Tessa Thompson sowie in einer Nebenrolle Sylvester Stallone als Rocky Balboa zu sehen. Für seine Darstellung wurde Stallone mit dem Golden Globe Award als bester Nebendarsteller ausgezeichnet und zudem für einen Oscar nominiert.

## Handlung
1998 in einer kalifornischen Jugendstrafanstalt: Adonis „Donnie“ Johnson, ein unehelicher Sohn des verstorbenen Ex-Schwergewichts-Champions Apollo Creed, erhält Besuch von Creeds Witwe. Mary Anne bietet ihm an, ihn aufzunehmen und zu adoptieren.
Siebzehn Jahre später kündigt Donnie seine Stelle als Finanzfachmann und will Profi-Boxer werden. Mary Anne, deren Mann 30 Jahre zuvor im Kampf gegen Ivan Drago sein Leben verlor, ist strikt dagegen. Als Donnies Aufnahme in die Los Angeles „Elite Delphi Boxing Academy“ abgelehnt wird, zieht er nach Philadelphia. Dort betreibt Rocky Balboa, der alte Freund und frühere Rivale seines Vaters, das von seiner verstorbenen Frau eröffnete Restaurant „Adrian’s“.
Donnie bittet Rocky, ihn zu trainieren. Rocky jedoch möchte nur ungern wieder mit dem Boxen in Berührung kommen, nachdem er bereits ein einmaliges Comeback gefeiert und während seiner Karriere als Kämpfer ein Hirntrauma erlitten hatte. Er ist schließlich einverstanden und trainiert Donnie fortan mit einigen langjährigen Freunden von Rocky im „Front Street Gym“ in Philadelphia, um ihn für das professionelle Boxen vorzubereiten. Donnie lernt während dieser Zeit auch die aufstrebende Sängerin Bianca kennen und lieben.
Donnie, der nun unter dem Namen „Hollywood Donnie“ kämpft, wird bald bekannter, und es spricht sich herum, dass er Apollo Creeds unehelicher Sohn ist. Rocky bekommt derweil einen Anruf von Welt-Schwergewichts-Champion „Pretty“ Ricky Conlan, der wegen einer drohenden Haftstrafe in den Ruhestand gezwungen wird. Er bietet Rocky an, Donnie zu seinem letzten Herausforderer zu machen, vorausgesetzt, dass dieser seinen Namen in Adonis „Hollywood Donnie“ Creed ändert. Donnie weigert sich zunächst, denn er wollte aus eigener Kraft Erfolg haben. Doch er ist schließlich bereit dazu, unter dem Namen seines Vaters zu kämpfen.
Später erfährt Rocky, dass er an einem Non-Hodgkin-Lymphom erkrankt ist. Er ist jedoch nicht bereit, sich einer Chemotherapie zu unterziehen, weil er sich daran erinnert, dass diese nicht geholfen hat, Adrian zu retten, als sie an Eierstockkrebs erkrankt war. Durch seine Diagnose und die Tatsache, dass sein bester Freund und Schwager Paulie, Adrians Bruder, nun neben Adrian begraben liegt, und die Erinnerung an Apollo sowie seinen alten Trainer Mickey wird er mit seiner eigenen Sterblichkeit konfrontiert. Donnie bemerkt, wie erschüttert Rocky von der Diagnose ist, und fordert ihn auf, sich behandeln zu lassen.
Donnie kämpft nun gegen Conlan in dessen Heimatstadt Liverpool. Dabei gibt es viele Parallelen zum ersten Kampf zwischen Apollo und Rocky vor 40 Jahren. Bevor er in den Ring steigt, bekommt Donnie ein Geschenk von Mary Anne, eine neue Turnhose mit der amerikanischen Flagge, ähnlich der, wie sie Apollo und später Rocky trug. Zur Überraschung steht das Publikum auf Seiten Donnies und geht auf Abstand zu Conlan. Jedoch gewinnt Conlan nach der Punktrichter-Entscheidung „Split Decision“, wonach zwei Punktrichter Conlan vorn sehen und der dritte Donnie (wie Apollo seinerzeit seinen Titel durch „Split Decision“ gegen Rocky behielt). Donnie hat sich aber den Respekt von Conlan und der Masse verdient. Das Schlusswort von Kommentator Jim Lampley für HBO über den Kampf ist: „Ricky Conlan ist der Sieger des Abends, Adonis Creed der Sieger der Herzen.“ Conlan lobt Donnie für seine Leistung und meint, dass er die Zukunft im Halbschwergewicht ist.

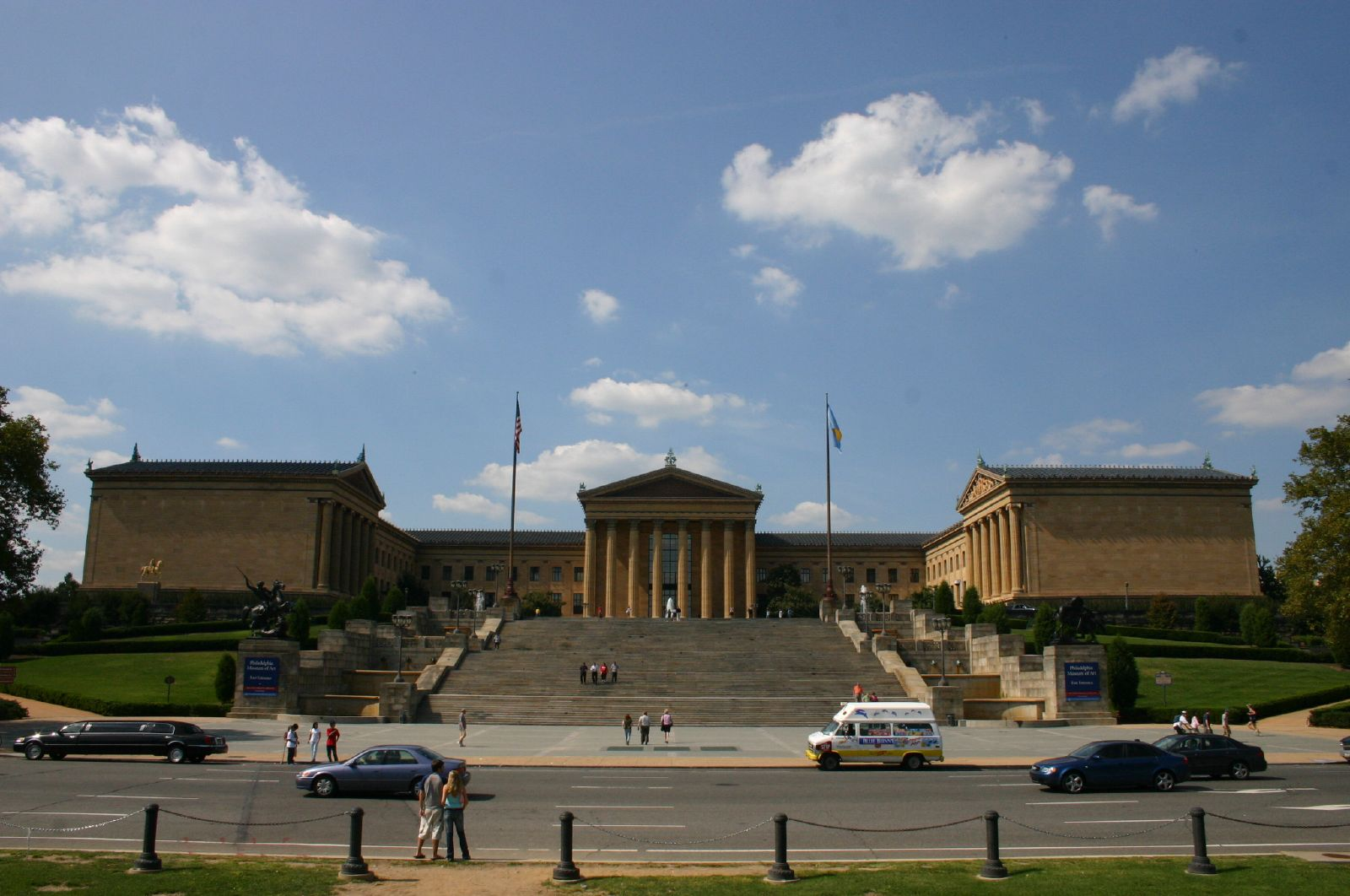
Treppe mit Haupteingang des Philadelphia Museum of Art in Pennsylvania

Der Film endet damit, dass Donnie und der gebrechliche, jedoch langsam wieder genesene Rocky die „Rocky-Treppenstufen“ am Eingang des Philadelphia Museum of Art erklimmen.

## Produktion

### Entwicklung
Am 24. Juli 2013 wurde bekannt, dass MGM mit Ryan Coogler, dem Regisseur von Nächster Halt: Fruitvale Station, ein Rocky-Spin-off plant, einen siebten Film in der Rocky-Serie, und Coogler zusammen mit Co-Autor Aaron Covington das Drehbuch zum Film schreiben wird. Der Film solle von einem Mann erzählen, gespielt von Michael B. Jordan (anfangs als Adonis Creed), der in die Fußstapfen seines verstorbenen Vaters, Apollo Creed, treten möchte und nach einem Mentor sucht, der sich jetzt im Ruhestand befindet, dem ehemaligen Champion Rocky Balboa. In einem Interview des Online-Magazins deadline.com äußerte sich Sylvester Stallone dazu, dass Regisseur Ryan Coogler zwei Jahre dazu gebraucht hätte, ihn davon zu überzeugen, nochmals die Rolle von Rocky Balboa zu übernehmen.  Der Film wurde von den ursprünglichen Rocky-Produzenten Robert Chartoff, Kevin King Templeton, Sylvester Stallone sowie Irwin Winkler produziert. Nicolas Stern übernahm die Rolle des Ausführenden Produzenten. Im Juni 2015 verstarb Produzent Robert Chartoff in Santa Monica, Kalifornien, konnte somit die Premiere des Films im November 2015 nicht mehr miterleben.

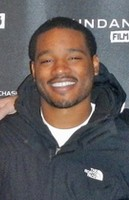
Regisseur Ryan Coogler (2013)

### Dreharbeiten
Die Dreharbeiten mit einem Budget von ca. 35 Millionen US-Dollar fanden vom 26. Januar bis zum 3. April 2015 in Philadelphia, Las Vegas sowie in London und Liverpool statt. Die ersten Dreharbeiten begannen in England, wo während eines Fußballspiels zwischen dem FC Everton und West Bromwich Albion im Goodison Park in Liverpool gedreht wurde. Anfang Februar wurde ein leerer Laden in Philadelphia zu einem Boxstudio umgebaut, wo einige Trainingsszenen gedreht wurden. Weitere Dreharbeiten fanden in einer Location namens „Victor Cafe“ statt, das in „Adrians“ Restaurant umgewandelt wurde. Vom 24. bis 27. Februar und am 3. März fanden zudem weitere Dreharbeiten in den Sun Center Studios in Aston Township, Delaware County statt.

### Filmmusik
Die Musik zum Film stammt diesmal nicht wie im Großteil (Rocky I, II, III, V und Rocky Balboa) der Filmreihe von Filmkomponist Bill Conti, sondern wurde von dem schwedischen Komponisten Ludwig Göransson beigesteuert. Dennoch fanden die Musikstücke „Going the Distance“ sowie „Gonna Fly Now“ vom Rocky-Soundtrack von Contis im Film Verwendung.

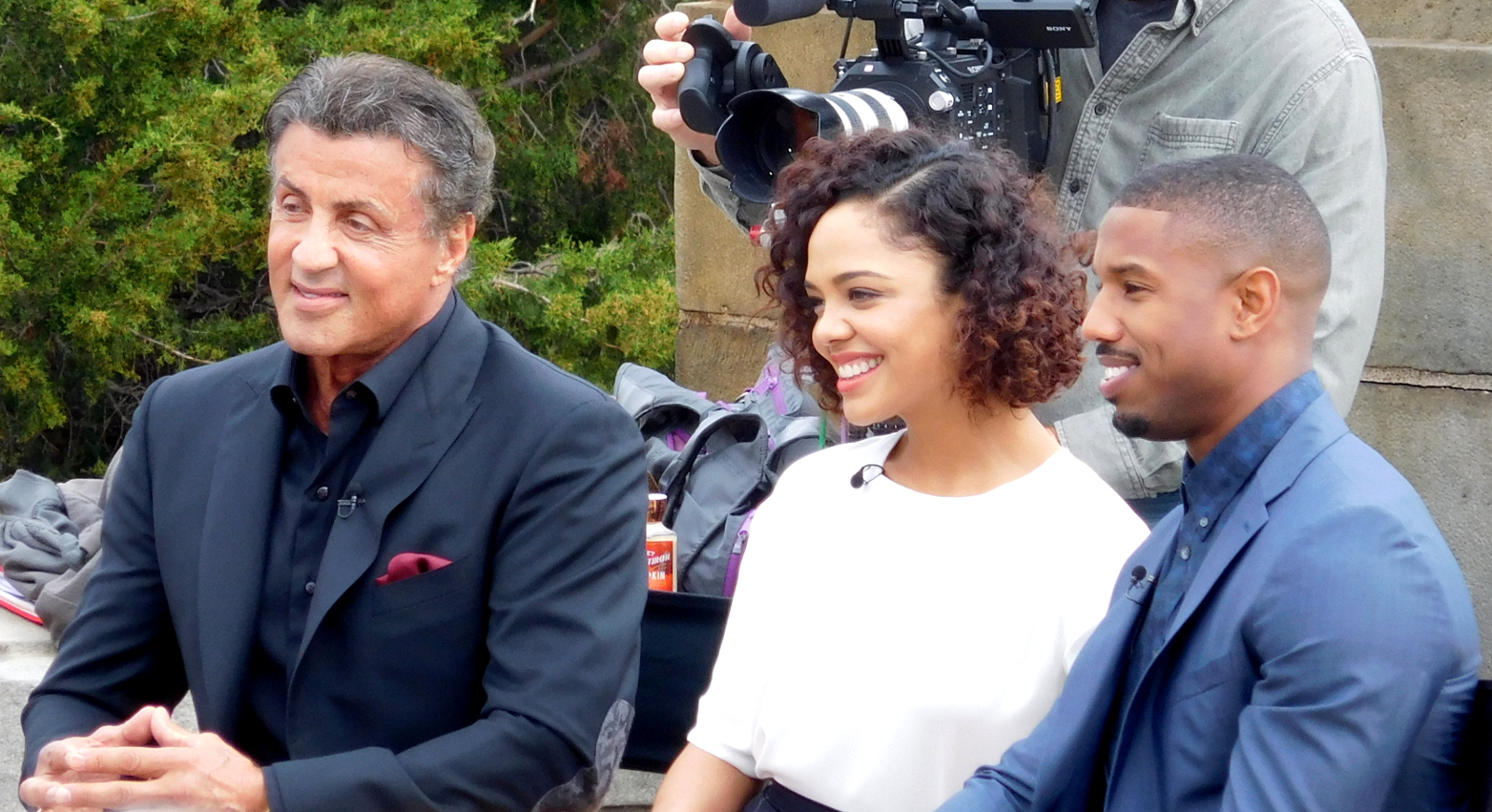
Die Darsteller Sylvester Stallone, Tessa Thompson und Michael B. Jordan bei einem Pressetermin zum Film (November 2015)

### Marketing und Einspielergebnis
Um den Film zu bewerben, traten die Darsteller Michael B. Jordan, Tessa Thompson und Sylvester Stallone am Philadelphia Museum of Art vor Presse und Fans auf. Mit den Worten „Alle Kinder, die zuhören: Wenn ihr denkt, ihr könntet diese Treppenstufen des Lebens nicht erklimmen, die hier symbolisiert werden – denkt sowas nicht. Wenn ich es schaffen kann, könnt ihr es auch schaffen“, wandte sich Stallone an seine Fans.
Der Film spielte in den Kinos weltweit mehr als 173 Millionen US-Dollar wieder ein.

## Synchronisation
Die deutschsprachige Synchronfassung wurde nach einem Dialogbuch von Alexander Löwe unter der Regie von Axel Malzacher durch die FFS Film- & Fernseh-Synchron GmbH produziert.
| Rollenname               | Schauspieler       | Deutsche Sprecher |
| ------------------------ | ------------------ | ----------------- |
| Adonis Creed             | Michael B. Jordan  | Nico Sablik       |
| Robert „Rocky“ Balboa    | Sylvester Stallone | Thomas Danneberg  |
| Bianca Taylor            | Tessa Thompson     | Maximiliane Häcke |
| Mary Anne Creed          | Phylicia Rashad    | Marianne Groß     |
| „Pretty“ Ricky Conlan    | Tony Bellew        | Björn Schalla     |
| Tony „Little Duke“ Evers | Wood Harris        | Torben Liebrecht  |
| Pete Sporino             | Ritchie Coster     | Jacques Breuer    |

## Rezeption
Die Kritiken zum Film fielen gemischt bis überwiegend positiv aus. Auf Rotten Tomatoes bekam der Film ein Rating von 95 %, bezogen auf 257 positiven und 14 kritischen Bewertungen, mit einer durchschnittlichen Bewertung von 7,9 von 10 sowie eine Nutzerwertung von 89 % bei 4,2 von 5 möglichen Punkten. Im Kritiker-Konsens der Seite heißt es: „Creed bringt das Rocky-Franchise für eine überraschend effektive siebte Runde auf die Matte, die die Boxersaga in interessante neue Richtungen erweitert und dabei den Wurzeln der klassischen Vorgänger treu bleibt.“ Die Webseite Metacritic errechnete einen durchschnittlichen Metascore von 82 ausgehend von 42 Kritiken renommierter Medien sowie einer eigenen Nutzerwertung von 8,0 von 10 möglichen Punkten.

### Kritiken
Andreas Busche von Spiegel Online schreibt, dass Creed – Rocky’s Legacy ein Indiz dafür sei, dass die so wörtlich „dominant weißen Narrative im US-Kino langsam auserzählt sind“, sowie der Film „keine bloße Fortsetzung des Rocky-Mythos“ ist, sondern eher „ein Neuanfang“. So meint er: „Eine Stabübergabe an die nächste Generation, aber vor allem eine soziokulturelle Umschreibung.“ Er resümiert weiterhin:

„‚Creed‘ weicht nur selten vom klassischen Schema des Boxfilms ab, aber dahinter steckt Methode. Indem er eine Szene des Originals nach der anderen neu inszeniert, betreibt Coogler eine konsequente Nachkonstruktion der Rocky-Erzählung. Mit Michael B. Jordan, dem derzeit interessantesten afroamerikanischen Darsteller seiner Generation, wird das Pathos des Sportlerdramas umfunktioniert zur Emanzipationserzählung. […] Coogler ist es gelungen, einer weitgehend abgeschriebenen Filmreihe einen zeitgemäßen Anstrich zu verpassen. Sein technisches Können beweist er zudem im finalen Titelkampf zwischen Adonis Creed und ‚Pretty‘ Ricky Conlan (der ehemalige Weltmeister Tony Bellew), der in puncto Dynamik und Realismus neue Maßstäbe im Boxfilm setzt.“

Carsten Baumgardt von Filmstarts.de vergibt 4 von 5 Sternen und zieht das Fazit:

„Nun führt ‚Fruitvale Station‘-Regisseur Ryan Coogler Rockys Erbe fort und geht dabei ausgesprochen clever vor: Im Mittelpunkt seines Spin-offs ‚Creed – Rocky’s Legacy‘ steht Apollo Creeds Sohn, während Sylvester Stallones Rocky als dominante Nebenfigur zu sehen ist – so verbindet der Regisseur die Reihen-Tradition mit einer frischen, modernen Perspektive zu einem elektrisierenden Feel-Good-Boxer-Drama.“

## Nominierungen und Auszeichnungen (Auswahl)
| Jahr | Auszeichnung                                  | Kategorie                   | Nominierte und Preisträger | Ergebnis  |
| ---- | --------------------------------------------- | --------------------------- | -------------------------- | --------- |
| 2015 | National Board of Review                      | Top Ten Filme               | Creed                      | Gewonnen  |
| 2015 | National Board of Review                      | Bester Nebendarsteller      | Sylvester Stallone         | Gewonnen  |
| 2015 | Boston Online Film Critics Association        | Bester Hauptdarsteller      | Michael B. Jordan          | Gewonnen  |
| 2015 | Boston Online Film Critics Association        | Bester Nebendarsteller      | Sylvester Stallone         | Gewonnen  |
| 2015 | Satellite Awards                              | Bester Nebendarsteller      | Sylvester Stallone         | Nominiert |
| 2015 | Washington D.C. Area Film Critics Association | Bester Nebendarsteller      | Sylvester Stallone         | Nominiert |
| 2015 | Los Angeles Film Critics Association Awards   | Bester Nachwuchs            | Ryan Coogler               | Gewonnen  |
| 2016 | Golden Globe Award                            | Bester Nebendarsteller      | Sylvester Stallone         | Gewonnen  |
| 2016 | Golden Raspberry Award (Goldene Himbeere)     | Der Himbeeren-Erlöser-Preis | Sylvester Stallone         | Gewonnen  |
| 2016 | Academy Awards (Oscarverleihung)              | Bester Nebendarsteller      | Sylvester Stallone         | Nominiert |
| 2016 | Critics’ Choice Movie Award                   | Bester Nebendarsteller      | Sylvester Stallone         | Gewonnen  |

## Fortsetzungen
Resultierend aus den guten Einspielergebnissen des Films, war bereits im Januar 2016 von einer Fortsetzung mit dem Arbeitstitel Creed 2 die Rede. Zunächst waren Michael B. Jordan, Tessa Thompson, Sylvester Stallone, Florian Munteanu sowie Dolph Lundgren als Darsteller für den Film bestätigt worden. Als Regisseur wurde Steven Caple Jr. engagiert, da Ryan Coogler aufgrund der Dreharbeiten zu  seinem Science-Fiction-Film Black Panther nicht verfügbar gewesen war. Coogler war jedoch als Executive Producer an dem Projekt beteiligt. Die Veröffentlichung von Creed II erfolgte in den Vereinigten Staaten am 21. November 2018. 2023 folgte Creed III – Rocky’s Legacy, die Regie übernahm Michael B. Jordan. Coogler und Stallone waren hieran als Produzenten beteiligt.
Im November 2023 wurde bekannt, dass ein vierter Film der Reihe vorbereitet werde, bei der erneut Jordan die Regie übernehmen soll.